# Katrin Sass
Katrin Sass, född 23 oktober 1956 i Schwerin, är en tysk skådespelerska inom TV, film och teater.
Katrin Sass växte upp i DDR och medverkade i flera kända DDR-filmer producerade av DEFA. Sass gjorde filmdebut 1979 i Bis dass der Tod euch scheidet. Genombrottet kom i början av 1980-talet med bl.a.  Bürgschaft für ein Jahr för vilken hon belönades med Silverbjörnen vid Berlins filmfestival 1982. Efter Tysklands återförening försvann Sass från rampljuset men gjorde sedan comeback med bland annat filmsuccén Good Bye, Lenin! (2003). Hon har för TV bland annat medverkat i Tatort och Weissensee. Inom teatern spelar hon 2006 rollen som Celia Peachum i en uppsättning av Tolvskillingsoperan.

## Filmer/tv-serier (ett urval)
- Good Bye, Lenin! (2003)
- Weissensee, säsong 1 (2010)
- Weissensee, säsong 2 (2013)
- Weissensee, säsong 3 (2015)